# Taxi Taxi!
Taxi Taxi! er en svensk popduo bestående af de enæggede tvillingesøstre Miriam Eriksson Berhan og Johanna Eriksson Berhan, født den 16. januar 1990.
Egentlig var Taxi Taxi! ikke et rigtigt band, men det var blot hvad søstrene kaldte sig på deres MySpace-side, hvor de lagde deres numre ud. Taxi Taxi! fik hurtigt vakt opmærksomhed blandt broderlandets radiolyttere og koncertgængere med sin sære men charmerende blanding af skramlet og skrøbelig folk og naivistisk indie pop. Der opstod pludselig en masse hype omkring søstrene og i efteråret 2006 resulterede dette i en kontrakt med danske Efterklangs pladeselskab Rumraket.
I maj 2007 udkom Taxi Taxi!'s selvbetitlede EP med seks afdæmpede numre og anmelderne kunne ikke stå for søstrenes skrøbelige melankolske indie-pop. Miriam og Johannas simpelt instrumenterede tænksomme sange er produceret af Björn Yttling fra Peter, Björn & John.
Bandet har blandt andet spillet på Hultsfredsfestivalen, Roskildefestivalen og Storsjöyran i sommeren 2007.
Når de ikke spiller musik går de to søstre på gymnasiet på Söder i Stockholm og lever et liv, der minder ret meget om andre gymnasieelevers.

## Diskografi

### Albums
- 2007: Taxi Taxi! EP